# ألبرت سيفيرين روش
ألبرت سيفيرين روش (بالفرنسية: Albert Séverin Roche) هو عسكري فرنسي، ولد في 5 مارس 1895 في Réauville ‏ في فرنسا، وتوفي في 15 أبريل 1939 في أفينيون في فرنسا بسبب حادث مرور.

## معرض صور

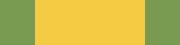
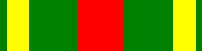